# Ficus repens
Ficus repens är en mullbärsväxtart som beskrevs av William Roxburgh och James Edward Smith. Ficus repens ingår i släktet fikonsläktet, och familjen mullbärsväxter. Inga underarter finns listade i Catalogue of Life.

## Bildgalleri

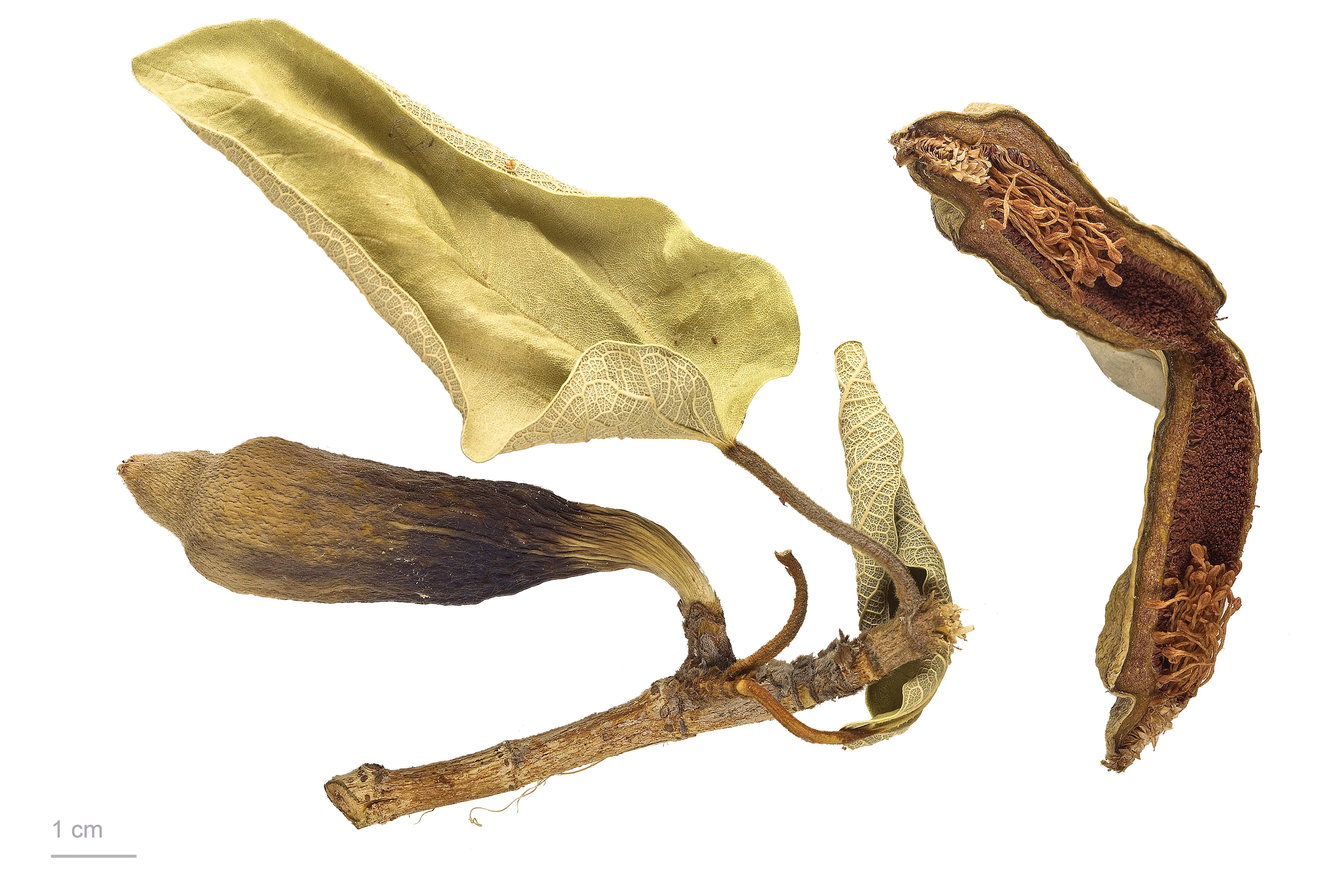
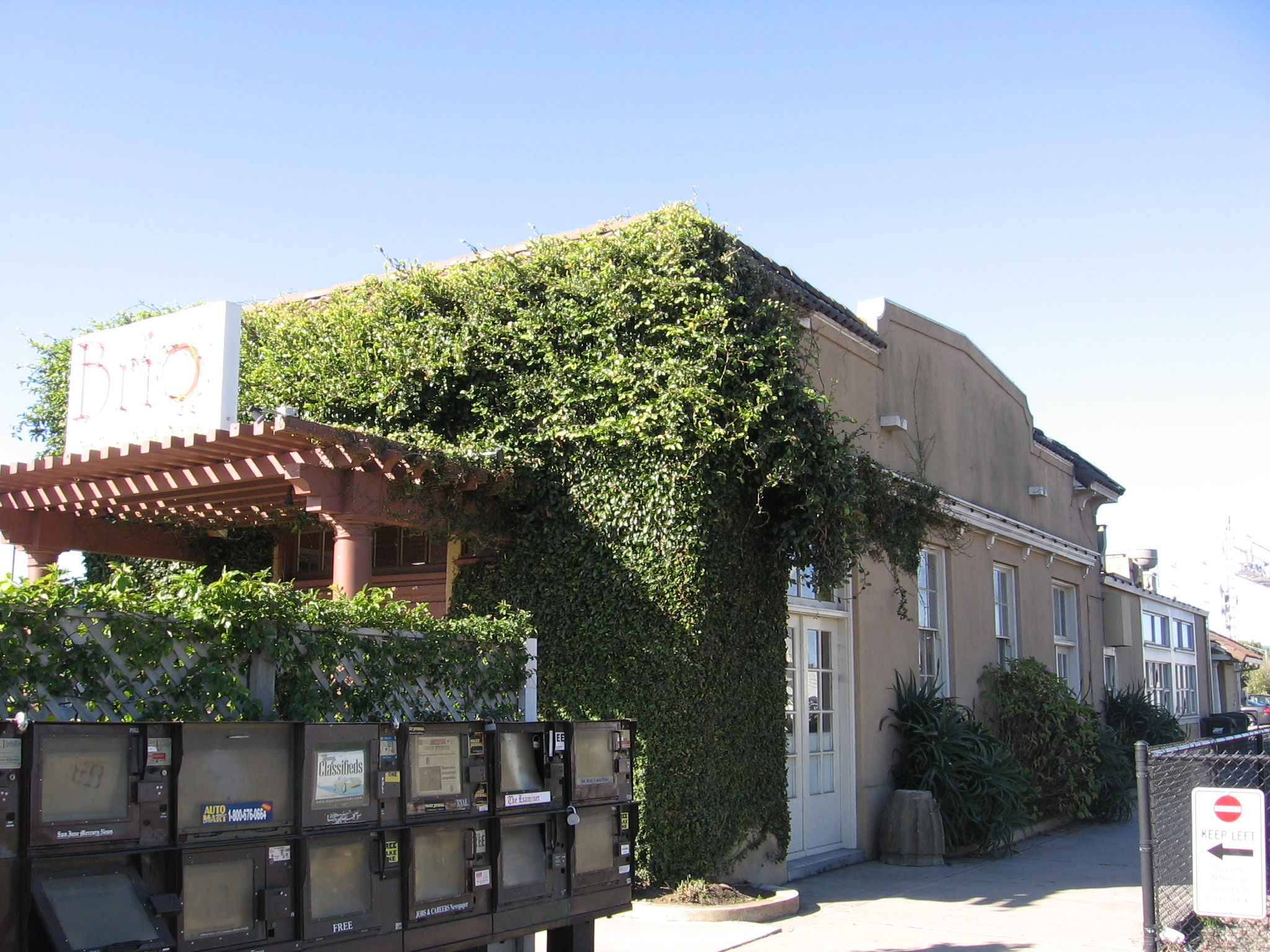